# Równina Opolska
Równina Opolska, česky lze přibližně přeložit jako Opolská rovina, Opolská nížina nebo Opolská planina, je geomorfologickým celkem patřícím do Slezské nížiny (Nizina Śląska) pásma geomorfologické oblasti Středopolské nížiny (Niziny Środkowopolskie) v Polsku. Równina Opolska (polské geomorfologické značení 318.57) je nejvýchodnější částí Slezské nížiny, nachází se severně a východně od města Opole a leží východní částí ve Slezském vojvodství a západní části v Opolském vojvodství. Její nadmořská výška ve východní části je cca 300 m n. m. a její plocha je přibližně 2600 km².

## Geologie a vodstvo
Podložím Równiny Opolské je geologická monoklina tzv. Slezsko-krakovská monoklina (monoklina śląsko-krakowska), kterou pokrývají sedimenty (hlíny, písky, štěrky, spraše a jejich kombinace) a občasně i morény. Na západě se vyskytují také výchozy vápenců a břidlic. Povrch byl formován ledovci v době ledové.

## Vodstvo
Vodstvo patří do povodí Odry, která ji však jen obtéká. Největšími řekami jsou Stobrawa na severu a Mała Panew na jihu Równiny Opolske. Největší vodní plochou je Jezioro Turawskie na řece Mała Panew.

## Osidlení
Osídlení je doloženo již od pravěku. Největšími městy jsou Dobrodzień, Kalety, Kolonowskie, Lubliniec, Olesno, Ozimek, Zawadzkie.

## Další informace
V oblasti se nachází velké množství turistických stezek a cyklostezek.

## Galerie

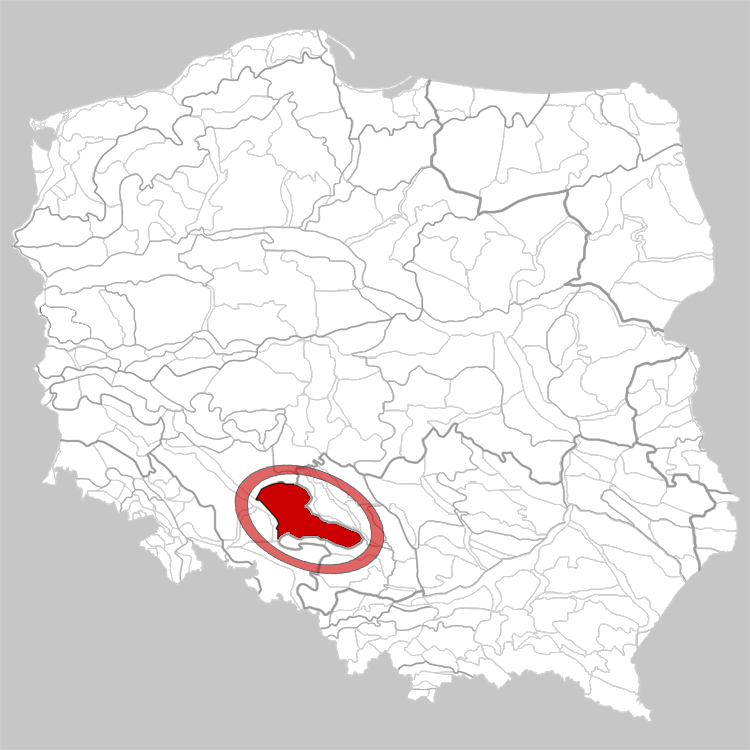
Poloha na mapě
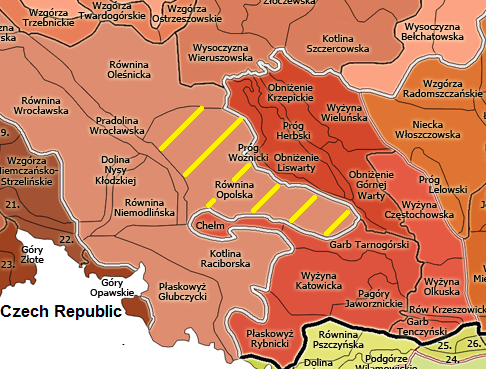
Poloha na mapě